# Марков, Игорь Олегович
И́горь Оле́гович Ма́рков (укр. Ігор Олегович Марков; род. 18 января 1973, Одесса, УССР, СССР) — украинский предприниматель и политик пророссийского толка, председатель Всеукраинской политической партии «Родина», бывший депутат Верховной рады Украины, Одесского городского совета III, IV и V созывов.

## Биография
Родился 18 января 1973 года в Одессе в семье инженера.
В 1990 году окончил одесскую школу № 29.
В 1991 году стал председателем наблюдательного совета предприятия «Гелиос». В 1998 году — директор компании «Гелиос Ойл» и президент инвестиционной компании «Группа Гелиос».
С 2002 года — глава компании «Славянский альянс» .С марта 2008 — президент ООО «Инвестиционная группа Славянский альянс».
Был в составе партии «Трудовая Украина». Избирался депутатом Одесского городского совета III, IV и V созывов.
На выборах 2006 года был избран в Одесский горсовет по спискам Блока Наталии Витренко. Однако позже основал собственную депутатскую группу «Родина» и одноимённую партию, считающуюся пророссийской. Входил в постоянную комиссию Одесского городского совета по планированию, бюджету и финансам.
Депутатом Одесского горсовета V созыва был избран уже по спискам своей партии. Входил в постоянную комиссию Одесского городского совета по здравоохранению.

### Народный депутат Украины
28 октября 2012 года избран в народные депутаты Украины по 133-му мажоритарному округу (Киевский район города Одессы).
12 сентября 2013 года Высший административный суд Украины обязал ЦИК лишить депутатского мандата Игоря Маркова. Иск был подан экс-депутатом Юрием Кармазиным и был основан на результатах расследования милицией уголовного дела о фальсификации результатов выборов в округе № 133. После начала судебного разбирательства Марков по собственному желанию вышел из фракции Партии регионов. С начала судебного дела Игорь Марков публично утверждал, что события, которые с ним происходят, — это политическая расправа. Марков заявил также, что Партия регионов предала избирателей Юго-Востока Украины и структуру ждёт крах и что его лишают мандата исключительно из-за того, что он отказался поддерживать евроинтеграционные законопроекты. Он сравнил Партию регионов с власовцами.
Отбывавшая заключение Юлия Тимошенко так охарактеризовала эти события: «12 сентября на Востоке и Юге Украины родился новый молодой, энергичный, харизматичный, идеологический лидер пророссийски настроенных граждан Украины, который гарантированно будет баллотироваться в президенты, а это уже начало конца самого Януковича».
С 20 сентября 2013 года карточка для голосования Игоря Маркова заблокирована, и депутатская зарплата не начислялась. 24 февраля 2014 года, после смены власти в итоге политического кризиса, новый глава Верховной рады Александр Турчинов отменил данное распоряжение своего предшественника. Однако по факту статус народного депутата Игорю Маркову до окончания работы Верховной Рады 7-го созыва возвращён не был.
В ходе политического кризиса на Украине занял пророссийскую позицию сепаратистов страны, поддержал возникшие в Донбассе ДНР и ЛНР и вынужден был переехать в Россию. Также Марков бывал в Донецке, уже когда город контролировала власть ДНР, запомнившись сопровождением российского актёра Михаила Пореченкова, пострелявшего в сторону контролировавшегося украинскими силовиками аэропорта. Марков был частым гостем российского телевидения, где критиковал действия нынешней украинской власти.
3 августа 2015 в Москве бывшим премьер-министром Николаем Азаровым был представлен «Комитет спасения Украины», в который также вошёл Игорь Марков.

### Уголовное преследование
2 сентября 2007 года в Одессе активисты и сторонники украинских патриотических организаций, в частности Всеукраинского объединения «Свобода», устроили пикет против воссоздания в Одессе памятника Екатерине ІІ. Альтернативную акцию, в поддержку восстановления памятника основателям Одессы, проводили и пророссийские активисты. Затем украинские активисты были избиты молодыми людьми спортивной внешности, среди которых был Игорь Марков. В результате нескольким участникам пикета были нанесены телесные повреждения, один человек попал в реанимацию.
В связи с этим случаем прокурором Одесской области в 2009 году в отношении Маркова было возбуждено уголовное дело по признакам преступления, предусмотренного частью 2 статьи 296 Уголовного кодекса Украины («злостное хулиганство»).
10 сентября 2009 года Марков не явился по повестке на допрос в следственный отдел УМВД Украины города Николаева и был объявлен в розыск на территории Украины. 23 сентября министр внутренних дел Украины Юрий Луценко сообщил, что Маркову удалось скрыться и позже покинуть территорию Украины при содействии народных депутатов от Партии регионов и Коммунистической партии Украины. 27 октября Марков вернулся в Одессу. По его словам, всё это время он находился на лечении в одной из подмосковных клиник.
10 марта 2010 года прокурор Николаевской области сообщил, что в результате расследования уголовное дело закрыто за отсутствием состава преступления.
22 октября 2013 года Игорь Марков был задержан в Одессе после вручения уведомления о подозрении в совершении хулиганских действий в 2007 году. Адвокат Маркова назвал действия в отношении бывшего депутата репрессиями. После ареста Маркова его сторонники заблокировали здание одесской областной милиции, требуя его освобождения. В 3 часа 23 октября 2013 года милиция силой разблокировала здание, при этом пострадали несколько журналистов и депутатов Одесских городского и областного советов. В операции, которая длилась около 40 минут, принимали участие несколько сотен бойцов различных спецподразделений, в частности, «Беркута», «Титана» и «Сокола». Около 4 часов утра самолёт с арестованным Марковым вылетел из Одессы в Киев, где в тот же день судья Печерского суда избрал меру пресечения в виде ареста до 20 декабря 2013 года.
31 октября 2013 года Апелляционный суд города Киева оставил в силе решение Печерского суда. 16 декабря, несмотря на предложение четырёх депутатов от Партии регионов о взятии Игоря Маркова на поруки, Печерский суд продлил срок содержания Маркова под стражей до 13 февраля 2014 года. 10 февраля Приморский районный суд города Одессы, несмотря на очередное предложение народных депутатов от Партии регионов о взятии Игоря Маркова на поруки, оставил его под стражей.
14 февраля 2014 года Высший специализированный суд Украины из-за резонанса и массовых беспорядков, которые происходили во время ареста обвиняемого, а также по процессуальным причинам перенаправил дело Маркова из Приморского районного суда Одессы в Крымский апелляционный суд. Днём ранее Марков объявил голодовку в связи с тем, что в отношении него применяется политическое преследование.
25 февраля в связи с возвращением Игорю Маркову статуса народного депутата группа его сторонников попыталась штурмом взять здание Приморского районного суда, требуя его освобождения в связи с депутатской неприкосновенностью. После восьмичасового заседания суда Маркова освободили из-под стражи.
24 декабря 2014 года МВД Украины объявило Игоря Маркова в розыск как «лицо, которое скрывается от суда». Политика подозревают в совершении преступления, предусмотренного ч. 4 ст. 296 УК Украины (хулиганство с нанесением телесных повреждений), заключающегося в избиении участников митинга в Одессе 2 сентября 2007 году..
12 августа 2015 года стало известно, что Марков задержан в итальянском Сан-Ремо по требованию украинского бюро Интерпола. Генпрокуратурой Украины начат процесс экстрадиции политика. Николай Азаров заявлял, что Марков приехал «проводить переговоры с депутатами итальянского парламента», а его арест — политическая расправа над оппозиционером. 14 августа суд Генуи принял решение об аресте Маркова, но отказал в его экстрадиции на Украину. В тот же день Приморский районный суд Одессы вынес заочное решение об аресте экс-депутата. 20 августа 2015 года украинский МИД аннулировал дипломатический паспорт Маркова, выданный ему как депутату Верховной Рады 7-го созыва, по которому он въехал в Италию. 21 августа суд изменил меру пресечения на домашний арест и 5 сентября Марков вышел из СИЗО. В начале февраля 2016 года суд окончательно отказал украинской стороне в экстрадиции Маркова и он вернулся в Москву.
9 февраля 2016 года Украинское бюро Интерпола подтвердило отказ Италии экстрадировать на Украину Игоря Маркова, ссылаясь на несоответствие требований по выдаче лица уставу организации, в частности усматривая в этом политические мотивы.
10 августа 2022 года был объявлен СБУ в международный розыск, в объявлении не была указана фамилия. Политик подозревался в следующем: ч. 1 ст. 110 (посягательство на территориальную целостность и неприкосновенность Украины); ч. 1 ст. 161 (нарушение равноправия граждан в зависимости от их расовой, национальной, региональной принадлежности, религиозных убеждений, инвалидности и по другим признакам); ч. 1, 6 ст. 111-1 (коллаборационная деятельность); ст. 436 (пропаганда войны) и ч. 1 ст. 436-2 (оправдание, признание правомерной, отрицание вооруженной агрессии РФ против Украины, глорификация её участников).

## Семья
Дважды женат. Имеет совершеннолетнего сына от первого брака и троих детей от второго брака.

## Предпринимательская деятельность

### Недвижимость
В 1998 году Марков был директором компании «Гелиос Ойл», занимающейся нефтяным бизнесом и президентом инвестиционной компании «Группа Гелиос», занимающейся продвижением и финансированием проектов, связанных со строительством жилой и коммерческой недвижимости.
С 2002 года Марков возглавлял компанию «Славянский альянс», занимающуюся строительством и проектированием жилья. Впоследствии она стала инвестиционной холдинговой группой.

### Медиа-бизнес
Является основателем (и, по сообщению некоторых СМИ, владельцем) одесского телеканала АТВ и новостного сайта «Таймер».

### Предприятие по вывозу и переработке бытовых отходов
Игорю Маркову принадлежит ООО «Союз», предоставляющее услуги вывоза бытовых отходов в Одессе.
11 июня 2010 года Хозяйственный суд Одесской области обязал управление жилищно-коммунального и топливно-энергетического комплекса Одесского горсовета предоставить допуск ООО «Союз» к пользованию имуществом полигона Дальницкий карьер. Однако доступ к полигону для ООО «Союз» был закрыт ещё долгое время. Одесский горсовет назвал это разрешение рейдерским захватом, а конфликтную ситуацию — провокацией в адрес городской администрации.
После того как городским головой стал Алексей Костусев, «Союз» смог получить контроль над рынком услуг по сбору и вывозу твёрдых бытовых отходов в городе.
15 января 2010 года дочернее предприятие немецкой компании Remondis AG & Co. KG обнародовало заявление в связи с вытеснением его в Одессе с рынка услуг по сбору и вывозу твердых бытовых отходов в пользу компании «Союз», которой владеет Игорь Марков.
В феврале руководство Одесской городской администрации объявило о том, что компания «Союз» выиграла тендер на уборку мусора в городе. Дирекция ООО «Ремондис Украина» назвала проведение тендера противоправным, о чём Посольство ФРГ уведомило власти Украины.

## Общественная деятельность
Соучредитель и руководитель общественных организаций «Патриоты Отчизны» и «Русский клуб».
Автор идеи и инициатор гражданских акций «Я говорю по-русски» и «Одесская Георгиевская ленточка».
С 2015 года — один из лидеров Комитета спасения Украины, председателем которого является председатель Правительства Украины в 2010—2014 годах Николай Янович Азаров.

## Награды
- Орден святого равноапостольного великого князя Владимира II степени[53]
- Орден Украинской Православной церкви рождества Христова II степени[53].
- Орден святого священномученика Иоанна, архиепископа Рижского[53].
- Орден Дружбы (Южная Осетия)[55]
- Почётная грамота Правительственной комиссии по делам соотечественников за рубежом (2008)[56].